# Wielkie Leźno
Wielkie Leźno – wieś w Polsce położona w województwie kujawsko-pomorskim, w powiecie brodnickim, w gminie Brzozie.

## Podział administracyjny
W latach 1975–1998 miejscowość administracyjnie należała do województwa toruńskiego.

## Demografia
Według Narodowego Spisu Powszechnego (III 2011 r.) liczyło 159 mieszkańców. Jest dziesiątą co do wielkości miejscowością gminy Brzozie.

## Położenie
Około 1 kilometra na wschód od wsi znajduje się jezioro Leźno Wielkie.